# 格利高里冰川
64°8′S 60°48′W / 64.133°S 60.800°W
格利高里冰川（英語：Gregory Glacier）是南極洲的冰川，位於葛拉漢地西岸，1957年阿根廷政府把該冰川繪入地圖，以美國直升機先驅命名，現時由南極條約體系管理。